# Rise Skole
Rise Skole var en folkeskole i Ærø Kommune. Den havde 103 elever i bh.kl.-6. klasse. Indtil 2007 gik eleverne videre fra 7.-10. på Ærøskøbing Skole i Ærøskøbing, men da denne blev slået sammen med Marstal Skole i Marstal, blev eleverne sendt hertil efter 6. klasse. Ved kommunens budgetforhandlinger i 2012, blev det besluttet at lukke Rise Skole ved udgangen af skoleåret 2012-13, og flytte eleverne til Marstal Skole.